# Mount Baker (hegy)
A Mount Baker, vagy indián nevén Koma Kulshan egy gleccserekkel övezett aktív andezit-rétegvulkán a Cascade-vulkánívben, az Észak-Cascade-ben, Washington államban. Körülbelül 50 km-re (31 mérföld) van Bellinghamtől, Whatcom megyében. Megközelítőleg 15 ezeréves maga a vulkáni kúp, az utolsó jégkorszak során keletkezhetett. A gleccsereknek köszönhetően külseje jelentősen erodálódott.
A Mount Rainier-t követően itt találhatóak a legnagyobb gleccserek a Cascade-vulkánok között. A jegesedés kiterjedése az 1,8 köbkilométert (0,43 köbmérföld) is eléri, több mint az őt követő összes Cascade-vulkáné összesen. A Föld legnagyobb havazásnak kitett területeinek egyike, ezért 1999-ben létrehozták a Mount Baker síközpontot a hegy egy kisebb csúcsán, ahol a legnagyobb mértékű hóesést rögzítették a síközpontok közül egy szezon alatt: 2896 cm (1140 hüvelyk, vagy 95 láb) természetes megvastagodással.
3285 méteres (10 778 láb) tengerszint feletti magasságával a 4. legmagasabb hegy Washington államban és a 9. legmagasabb a Cascade-hegységben. Névadója lett az előtte elterülő síkabb Mount Baker vadonnak, látható a Nagyobb Viktória-régió (Greater Victoria Region) legtöbb részéről, a Nagyobb Vancouver-i regionális körzet (Greater Vancouver Regional District) és Washington állam Seattle-től délre eső részein is.
Noha a bennszülöttek régről ismerték a helyet, a hódítók közül a spanyolok jegyezték fel először létezését. A spanyol felfedező Gonzalo Lopez de Haro térképezte fel elsőként 1790-ben, és a Gran Montaña del Carmelo (magyarul Nagy Carmel-hegy a haifai Carmel-hegy után) nevet adta neki. George Vancouver felfedező később átnevezte Joseph Baker, a HMS Discovery brit hadihajó egyik hadnagya (3rd Lieutenant) után, aki elsőként térképezte teljesen fel a területet a hódítók közül 1792. április 30-án.
Összesen 13 gleccsert neveztek el a környezetében (Boulder, Coleman, Deming, Easton, Hadley, Mazama, Park, Rainbow, Roosevelt, Sholes, Squak, Tatum, Thunder), melyek közül a Coleman a legnagyobb, felszíne 5,2 négyzetkilométer. Sorrendben a következő a több mint 2,5 négyzetkilométeres Roosevelt-gleccser, majd a Mazama, a Park, a Boulder, az Easton és a Deming követi. Mindegyik visszahúzódott 1850 óta, az 1980-as években ez a folyamat felgyorsult. Magát a hegyet északról és nyugatról a Nooksack-folyó övezi, délről pedig a Baker-folyó.
A hegy két amerikai hajóegységnek is névadója lett: a USS Mount Bakernek, az Amerikai Haditengerészet (US Navy) egyik fegyverzet-ellátó hajójának, amely 1940–1947, majd a modernizálást követően 1951–1969 között szolgált, illetve a USNS Mount Bakernek, amely szintén fegyverzet-ellátó hajója a Haditengerészetnek, 1972-től napjainkig teljesít szolgálatot a Katonai Tengeriszállító Parancsnokság (Military Sealift Command) kötelékében.

## Külső hivatkozások
- Edmund T. Coleman's preparation for the first climb of Mount Baker in 1868